# 石家大院
石家大院，又称“尊美堂”，位于天津市杨柳青镇估衣街47号，始建于1875年，为当时“天津八大家”之一石万程的第四子石元士的宅院。目前，石家大院被中华人民共和国国务院批准为全国重点文物保护单位，被天津市人民政府批准为天津市文物保护单位和特殊保护等级历史风貌建筑。石家大院现为天津杨柳青博物馆。

## 历史

### 清代时期
清雍正年间，石家的先人从山东来到天津经营船运。清乾隆五十年（1785年），石家的石衷一落户杨柳青地区，石衷一及其子孙石万程和石献廷善于经营，石家人丁兴旺，产业丰厚。清道光三年（1827年），石献廷的子嗣遵其父遗嘱各立堂名，其中，石家老五石宝珩立四门尊美堂。清咸丰十一年（1861年），石宝珩的长子石元俊在科举考试中中举，官拜工部郎中并致力于家族产业的经营。清光绪元年（1875年），石家大院开始动工兴建并于清光绪三年（1877年）完工，之后又不断增扩和拆改近50年，才称为一座278间房屋和15进院落的大型宅邸。清光绪十年（1884年），石元士主持尊美堂，使家业扩大。清光绪二十六年（1900年），石元士当选为天津议会、董事会委员。

### 中华民国时期
中华民国八年（1919年），石元士故去，石元士的家人也离开尊美堂并迁往天津市区定居。之后，尊美堂的大部分住宅陆续变卖，直至中华民国三十七年（1948年）。

### 中华人民共和国时期
中华人民共和国成立后的1987年6月，天津市西青区人民政府将“尊美堂”宅第（当时俗称石家大院）列为天津市西青区区级文物保护单位并拔资修复加以保护。此后，天津市人民政府投资560万元对石家大院进行修复。1992年，石家大院被天津市文化局命名为“天津杨柳青博物馆”对外开放。2006年，石家大院被国务院批准为全国重点文物保护单位。

## 建筑

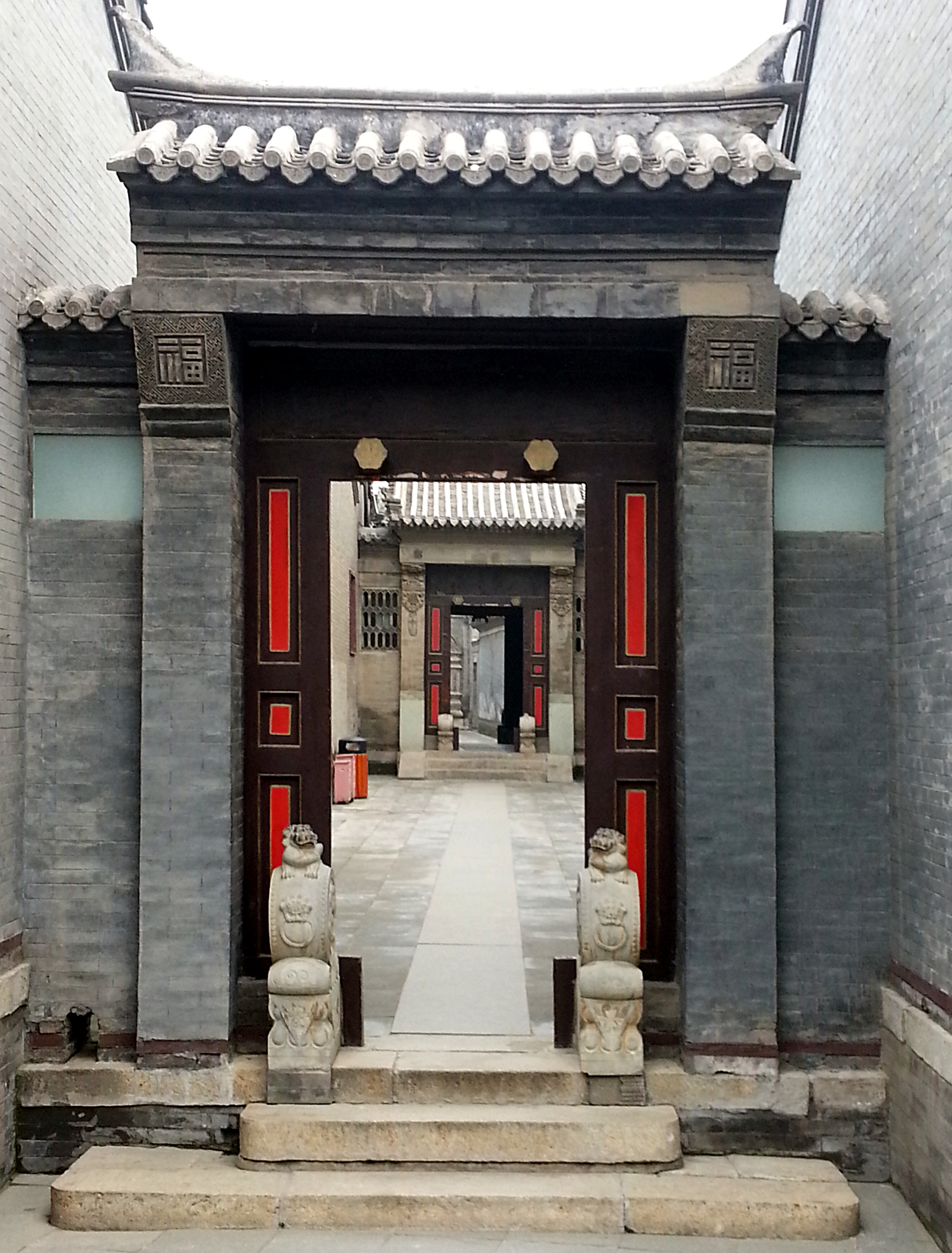
石家大院内部的院门

石家大院占地面积为6080多平方米，建筑面积为2900多平方米，整个大院设有十二个院落，所有院落都为正偏布局。堂院坐北朝南，由大小四进院落组成，南北长96米，东西宽62米。石家大院的建筑结构独特，古色古香，尤以其砖雕、木雕、石雕最为精绝，是一座有着清末民初文化遗韵和民俗民风的中国古代宅院建筑。石家大院进门处设有一条长甬道。甬道东侧原为石家的起居室，目前为天津杨柳青博物馆的展品陈列区，陈列有天津杨柳青木版年画和一些砖雕艺术品。甬道西侧原为石家会晤宾朋的花厅、娱乐消闲的戏楼和诵经礼佛的佛堂等建筑，目前辟为天津杨柳青博物馆的“石府复原陈列区”。

## 内部链接
- 杨柳青
- 安氏祠堂